# Поведінкові реакції на стрес
Поведінкові реакції на стрес викликані складними глибокими фізіологічними змінами, які виникають у результаті стресу.
Реальна чи уявна загроза в навколишньому середовищі викликає у тварин стресову реакцію, яка порушує внутрішній гомеостаз. Фізіологічні зміни спричиняють поведінкові реакції у тварин, зокрема: порушення гальмування реакцій та відсутність мотивації, а також зміни в соціальній, сексуальній агресивній поведінці та вихованні у тварин. Ступінь впливу залежить від типу та тривалості стресу, а також від минулого досвіду тварини. Поведінкові реакції на тривалий стрес також можуть передаватися з покоління в покоління.

## Огляд
Стрес, за визначенням Волтера Кеннона (1871–1945) — це будь-яке порушення балансу внутрішнього середовища організму (тобто його гомеостазу). Існує два основних типи стресорів, які викликають стрес у тварин: абіотичні стресори та біотичні стресори. Абіотичні стресори — це будь-які екологічні, геологічні чи кліматичні зміни, які викликають стрес у тварини, такі як підвищення температури та природні катаклізми. Біотичні стресори – це ускладнення, пов'язані з живими істотами, які викликають стрес, наприклад домінування, забруднення довкілля, інфекція, соціальний тиск і конкуренція. Тварини можуть реагувати фізіологічними реакціями, поведінковими реакціями, психологічними реакціями або фізичними реакціями («бийся або тікай»). Кеннон стверджував, що існує два можливі варіанти, які організм може вибрати під час стресу: реакція боротьби або реакція втечі.

## Поведінкові реакції
Поведінкові реакції на стрес викликані деякими глибинними складними фізіологічними змінами, які виникають у результаті стресу.
- Порушення реакції гальмування і відсутність мотивації: Згідно з дослідженням, проведеним Мікою та його колегами, тривалий стрес у щурів викликає гальмування реакції. Під час їхнього експерименту було очевидно, що стресові щури пригнічували передчасні реакції (зменшення часу інтервалів до приймання їжі), а також знижували внутрішню мотивацію ініціювати відповідь.[10] Вони пов'язують зниження мотивації з пов'язаним зі стресом зниженням заохочування мотивації, як показано в іншому дослідженні, проведеному Кліном та його колегами.[3] Зниження мотивації також було помічено в дослідженні, проведеному Бірі та Кауфером, де вони пояснили, що гризуни зі стресом менш імовірно будуть мотивовані взаємодіяти один з одним.[9]
- Зміна соціальної поведінки: Бірі та Кауфер відзначили, що соціальна самоізоляція та загальне зниження соціальної взаємодії після впливу стресора є очевидною реакцією у гризунів. Вони стверджують, що така поведінка пов'язана з базовими фізіологічними змінами, які трапляються у гризунів як відповідь на стрес. Наприклад, зміни, що відбуваються з гормональною віссю гіпоталамус-гіпофіз-надниркова залоза (HPA)[en], безпосередньо пов'язані зі змінами в соціальній поведінці. Уникання соціального спілкування є ще одним наслідком стресу, який можна побачити у гризунів. Гризуни більш схильні уникати домінантних щурів і уникати соціальних взаємодій один з одним після впливу стресора.[9]
- Сексуальна поведінка: Сексуальні інтереси змінюються у багатьох видів під впливом стресових факторів. Наприклад, стресові самці та самки щурів проявляють пригнічену шлюбну поведінку, що проявляється через явне збільшення інгібіторного гормону RF-аміду.[9] Інше дослідження показує, що чоловіча сексуальна поведінка самців щурів може змінюватися відповідно до типу стресових факторів, яким щури піддавалися.[9] Вибір самки зебрового в'юрка для спаровування визначається стресовими факторами, яким вона піддавалася на ранньому етапі життя, що залишиться незмінним протягом дорослого віку.[4] Дослідження впливу стресу на реакцію самок співучого птаха на статевий сигнал для спаровування показало, що реакція на цей специфічний сигнал може бути порушена, якщо самка піддавалася стресу під час розвитку. Поведінкові зміни в результаті стресу розвитку погіршують нервові реакції на сексуальні сигнали, що зменшує спаровування.[5]
- Агресивна поведінка та реакція на хижаків: Стресові тварини краще уникатимуть нової подібної ситуації, ніж протидіятимуть їй. Агресивна поведінка пов'язана зі статевими гормонами, такими як тестостерон, і певними областями та системами мозку, такими як медіальне преоптичне ядро, залежне від префронтальної кори гальмування реакції та передній гіпоталамус. Стрес негативно впливає на статеві гормони, що призводить до дисбалансу та зниження гормонів і функцій, пов'язаних з агресією. Крім того, хронічний стрес призводить до гальмування відповіді префронтальної кори. Це призводить до зниження агресії, таким чином сприяючи антихижацьким реакціям.[16][10]
- Зниження ставлення батьків до потомства: Тривалий стрес змінює поведінку батьків стосовно нащадків і сприяє зневазі з боку батьків. Згідно з дослідженням, проведеним Тілґаром та його колегами, стрес від хижаків змінює поведінку батьків, наприклад, знижує рівень забезпечення, що негативно впливає на продуктивність потомства.[8] Гормони окситоцин і вазопресин, як правило, відповідають за афіліативні та парні зв'язки[en] у багатьох видів. Стрес змінює рівень обох гормонів, що призводить до аномальної поведінки батьків щодо нащадків. Наприклад, рівень окситоцину знижується в результаті тривалого стресу, що, як було показано, знижує поведінку парних зв'язків і посилює поведінку відмови від ролі батьківства та опікунства свого потомства. Пролактин є ще одним важливим гормоном, який пов'язаний з вихованням потомства батьками, і рівень цього гормону може змінюватися в результаті стресу. Зниження рівня пролактину в результаті стресу знижує поведінку, таку як смоктання, облизування та висиджування яєць.[16]

## Міжпоколінні реакції
Поведінкова реакція на стрес може передаватися від батьків нащадкам. Коли нащадок спостерігає вираження поведінки, такої як страх, у відповідь на стресовий подразник, така ж реакція буде викликана у нащадків, при зустрічі з подразником. Дебейк і його колеги продемонстрували на гризунах, що страх передається від матері до дитини у відповідь на певний запах. Крім того, вони довели, що нейронна активність, наприклад активність базальної мигдалини мозку нащадка, ілюструє реакцію на страх.